# Vitalijus Kavaliauskas
Vitalijus Kavaliauskas (2 luglio 1983) è un ex calciatore lituano, di ruolo attaccante.

## Palmarès

### Club
- Campionato lituano: 2

Ekranas: 2008, 2012